# منعكس العطاس ضوئي المنشأ
منعكس العطاس ضوئي المنشأ هو حالة تسبب صعوبة متغيرة للتحكم بالعطس بسبب العدد الكبير من المحفزات، مثل النظر في الأضواء الساطعة. تؤثر هذه الحالة 18 - 35٪ من السكان في الولايات المتحدة الأمريكية، ولكن آلية عملها الدقيقة ليست مفهوما بعد. أول بحث رسمي في هذه الظاهرة كان في فرنسا في خمسينيات القرن الماضي من جانب باحث فرنسي يدعى سيدان، الذي اكتشف أن بعض المرضى كانوا يعطسون عندما أضاء في عيونهم المنظار الذي يستخدم لفحص شبكية العين.

## نظرة عامة
طبقا للباحثين يعطس 18-35 بالمئة من كل الناس عندما يتعرضون لضوء الشمس القوي. هذه الظاهرة هي ردة فعل وتحدث عندما يتعرض المرء لضوء الشمس القوي بعدما كان في الظلمة. الأكثرية تعطس بضع مرات ولكن البعض يعطس كثيرا مرات متتالية عندما ينظرون للشمس. العطس الضوئي هي ظاهرة وراثية ولكن حتى الآن لا يعلم العلماء أي جينات تسبب هذا التصرف.
السبب وراء العطس عند النظر للشمس لا زال غير معروفا حتى الآن. لكن هناك نظرية واسعة تقول أن السبب هو أن عصب العين يتنشط جدا عند النظر للشمس. وبما أن عصب العين والعصب الذي يسبب العطس قريبان من بعضهم البعض، فقد يؤدي التنشيط القوي لعصب العين تأثيرا على العصب المجاور الذي يدعى العصب ثلاثي التوائم ولذلك تحدث عملية العطس اللا إرادية.

## الأعراض
يتجلى منعكس العطاس ضوئي المنشأ على شكل عطاس لا يمكن السيطرة عليه استجابةً لمحفز لا يسبب العطس لدى الأشخاص دون هذه الخلة. يحدث العطاس عمومًا على دفعات من 1-10 عطسات، يليها دور الحران الذي يصل حتى 24 ساعة.

### العطاس الضوئي
ينتج العطاس ضوئي المنشأ عن التعرض لضوء ساطع؛ وهذا أكثر مظاهر منعكس العطاس الضوئي شيوعًا. يبدو أن المنعكس ناتج عن تغير في شدة الضوء وليس بسبب طول موجي معين.
وجدت دراسة أجرتها كلية البصريات بجامعة ألاباما في برمنغهام أن 67% من أفراد العينة المدروسة الذين أبدوا المنعكس كانوا إناثًا، بينما مثّل القوقازيون 94% من العينة. وجدت الدراسة أيضًا ارتباطات ذات دلالة إحصائية بين العطاس ضوئي المنشأ ووجود انحراف في الحاجز الأنفي.
كشفت دراسات أخرى عن الصفة الوراثية لهذا المنعكس.

### الاستجابة للحقن حول العين
يبدو أن هذه الخلة موروثة وراثةً جسمية سائدة؛ حقيقة فهمها أضعف من فهم العطاس ضوئي المنشأ والعطس استجابة للحقن حول العين. غالبًا ما يحتاج المريض إلى حقن مخدر موضعي في العين خلال العمليات الجراحية في العين وحولها، مثل جراحة زرع القرنية، حقن سيؤدي إلى عطاس المرضى الذين يظهرون المنعكس، كما هو الحال في التخدير الإحصاري قبل المقلة أو حولها. يُخدر المريض في هذه العمليات قبل الحقن حول العين، لأنه سيبدأ بالعطاس حالما تدخل الإبرة في العين، وغالبًا يضطر طبيب التخدير إلى إزالة الإبرة قبل حقن المخدر الموضعي.

### العطس بعد الأكل
قد تؤدي حالة تسمى التهاب الأنف الذوقي إلى العطاس بعد تناول الطعام، خاصةً بعد تناول الأطعمة الغنية بالتوابل. يقدم امتلاء المعدة مثالًا آخر على المنبهات التي قد تسبب عطاسًا غير مضبوط. يمر أولئك الذين يظهرون هذا العرض أو الاضطراب، المسمى (snatiation)، بنوبات عطاس لا يمكن السيطرة عليها وتتضمن 3-15 عطسة فورية بعد تناول وجبات كبيرة تملأ المعدة كليًا، بغض النظر عن نوع الطعام المتناول، علمًا أن هذا الاضطراب ليس رد فعل تحسسي.

## المخاطر
لا يشكل العطاس عمومًا أي خطورة على حياة الفرد، ويكون مصدر إزعاج عادةً أكثر من كونه خطرًا يعرضك للإصابة. على أي حال، قد تحمل نوبات العطاس ضوئية المنشأ آثارًا خطيرة في سياق سيناريوهات وأنشطة معينة، مثل قيادة المركبات أو في العمليات الجراحية (عمليات سنية أو عينية) التي تتضمن تسليط ضوء ساطع على وجه المريض.

### قيادة المركبات
قد تؤدي نوبة العطاس في أثناء قيادة المركبة إلى فقدان السائق سيطرته عليها، ومن ثم إصابة الشخص وإلحاق الضرر بالسيارة و/أو المناطق المحيطة. يشكل العطاس ضوئي المنشأ خطرًا كبيرًا على الطيارين خاصةً، بسبب الوجود المتواتر لأشعة الشمس الساطعة وردود الفعل الدقيقة اللازمة للتحكم بالطائرة تحكمًا ناجحًا. بالنسبة إلى قائد طائرة مقاتلة، فإن حدوث نوبة عطاس لا يمكن السيطرة عليها في أثناء القتال الجوي، قد يجعل الطيار عاجزًا في وقت يحتاج فيه إلى أقصى درجات وعيه الوضعي. يتطلب هبوط الطائرة على حاملة طائرات أو خط ساحلي حركات دقيقة وردود فعل سريعة. إن انعكاس الشمس من المياه المحيطة بها يمثل محفزًا مهمًا لحدوث عطسة ضوئية المنشأ واحدة على الأقل عند الطيارين. يُذكر أن أضعف العطسات في أثناء محاولة الهبوط قد تسبب فقدان الطيار السيطرة، ومن ثم حدوث كارثة ربما.

### إجراءات طبية
تشيع نوبات العطاس غير المضبوطة عند المرضى المخدرين بالبروبوفول قبل الحقن حول العين أو خلف المقلة.